# Грядущая забывчивость
«Грядущая забывчивость» (исп. El olvido que seremos) — колумбийский драматический фильм 2020 года режиссёра Фернандо Труэбы. Участник Каннского кинофестиваля 2020 года. Он был выбран колумбийским национальным комитетом представителем национального кинематографа в номинации «Лучший международный художественный фильм» на 93-й церемонии вручения премии «Оскар». Картина снята по одноимённому роману колумбийского писателя Эктора Абада Фасиолинса. Его премьера состоялась в Колумбии 22 августа 2020 года.

## Сюжет
Основано на реальной истории Эктора Абада Гомеса, профессора колумбийского университета, который бросает вызов истеблишменту страны. Он посчитал главным делом жизни отстаивание прав людей из бедных слоёв общества Медельина, которые, по мнению Эктора, нуждались в его защите. Растущее насилие и нарушения прав человека в 1970—1980-х годах заставили его бороться за социальную справедливость в своём сообществе, но его политические взгляды поставили его в противоречие с власть имущими, и Абад был убит в 1987 году.

## В ролях
- Хавьер Камара — Эктор Абад Гомес[англ.]
- Себастьян Хиральдо — Альфонсо Берналь
- Уит Стиллман[англ.] — д-р Ричард Сандерс
- Хуан Пабло Уррего